# Zaman
Zaman (с тур. — «Время») — турецкая газета. Одна из самых влиятельных ежедневных газет в Турции. Была основана в 1986 году в Стамбуле под руководством Фехми Кору. Онлайн-версия появилась в 1995 году.
Газета помимо Турции распространяется в Австралии, Азербайджане, Болгарии, Германии, Румынии, Казахстане, Кыргызстане, Македонии, Туркменистане и США. Корпункты существуют в следующих мировых столицах и городах: Вашингтон, Нью-Йорк, Брюссель, Москва, Каир, Баку, Франкфурт, Ашхабад, Ташкент, Бухарест, Алма-Ата.